# Молдавија на Светском првенству у атлетици у дворани 2022.
Молдавија је учествовала на 18. Светском првенству у атлетици у дворани 2022. одржаном у Београду од 18. до 20. марта четрнаести пут. Репрезентацију Молдавије представљала је једна атлетичарка која се такмичила у бацању кугле.,
На овом првенству такмичарка Молдавије није освојила ниједну медаљу нити је остварила неки резултат.

## Учесници
Жене:
- Димитријана Безеде — Бацање кугле

## Резултати

### Жене
| Атлетичар          | Дисциплина   | Лични рекорд | Финале   | Финале  | Детаљи |
| Атлетичар          | Дисциплина   | Лични рекорд | Резултат | Место   | Детаљи |
| ------------------ | ------------ | ------------ | -------- | ------- | ------ |
| Димитријана Безеде | Бацање кугле | 18,83 о      | 18,07    | 10 / 15 |        |